# Franz Jetzinger
Franz Jetzinger (* 3. Dezember 1882 in Ranshofen in Oberösterreich; † 19. März 1965 in Ottensheim in Oberösterreich) war ein österreichischer Beamter, Politiker und Schriftsteller. Er wurde vor allem bekannt als Autor des Buches Hitlers Jugend.

## Leben und Wirken
Jetzinger studierte nach dem Besuch des Gymnasiums an den Theologischen Fakultäten der Universität Salzburg und der Universität Innsbruck. Von 1905 bis vermutlich 1919, spätestens jedoch bis 1921, war er Mitglied der katholischen Studentenverbindung AV Austria Innsbruck. Nach seinem Studium wurde er Jesuiten-Priester und Professor an der Philosophisch-Theologischen Lehranstalt in Linz. In diesem Zusammenhang besuchte er unter anderem 1908 Palästina.
Ab 1914 nahm Jetzinger am Ersten Weltkrieg als Feldkurat teil. Nach 1918 folgte eine intensive politische Betätigung, zunächst in der Deutschen Volkspartei (Wahlkreis Ried), dann, ab 1919, bei der Sozialdemokratischen Partei. Von 1919 bis Februar 1934 war Jetzinger sozialdemokratischer Abgeordneter im Landtag (Wahlkreis Innviertel). Von 1920 bis 1930 agierte er als Redakteur beim „Tagblatt“. Am 14. Februar 1921 wurde er wegen der Tätigkeit für die damals marxistisch und atheistisch geprägte Sozialdemokratie aus der katholischen Kirche exkommuniziert. 1930 wurde er Landrat-Ersatzmann und 1932 als Landrat Mitglied der oberösterreichischen Landesregierung in Linz.
Nach dem Verbot der Mandatsübernahme am 12. Februar 1934 wurde Jetzinger unter Dollfuß als Sozialdemokrat fünf Wochen in Haft genommen. Danach betätigte er sich als Versicherungsangestellter bei der Wiener Gemeindeverwaltung. 1935 trat er wieder in die katholische Kirche ein und bekam eine Beschäftigung als Amtsbibliothekar in der Studienbibliothek in Linz. Als Mitglied der Landesregierung von Oberösterreich besorgte Jetzinger sich Hitlers österreichische Militärakte – in der unter anderem Details über dessen Verhaftung wegen Stellungsflucht 1914 enthalten waren – und hielt diese bis 1945 auf seinem Dachboden versteckt. Hitlers Versuche, das kompromittierende Dokument nach seinem Einmarsch in Österreich 1938 durch die Gestapo ausfindig zu machen und an sich zu bringen, scheiterten. Am 22. April 1944 wurde Jetzinger von der Gestapo verhaftet. 1957 schrieb Jetzinger, der als Politiker Hitler und das NS-System hasste, das Buch Hitlers Jugend, in dem er unter anderem die Dokumente aus Hitlers Militärakte publizierte.

## Hitlers Jugend
Bekannt wurde Jetzinger 1956 durch sein Buch Hitlers Jugend, in dem er viele von dem Diktator später lancierte Behauptungen über dessen frühe Jahre widerlegen konnte. Darüber hinaus fiel Jetzinger durch seine scharfe Kritik an dem 1953 erschienenen Buch Adolf Hitler. Mein Jugendfreund von August Kubizek auf, dem er vorwarf, falsche Behauptungen zu streuen. Während frühere Hitler-Biografen wie Joachim Fest oder Werner Maser sich Jetzingers Kritik zu eigen machten, konnte dessen vernichtendes Urteil über Kubizeks Glaubwürdigkeit von der späteren Forschung (z. B. Brigitte Hamanns Buch Hitlers Wien) korrigiert werden. Hamann konnte insbesondere persönliche Motive für Jetzingers Neigung, praktisch jeder Angabe in Kubizeks Buch eine negative – nachträgliche Fabulierung unterstellende – Deutung zu geben, überzeugend darstellen. Als Motive für die Art der Darstellung werden schriftstellerische Konkurrenz und eine finanzielle Schädigung Jetzingers angenommen, da dessen Buch eine geringere Nachfrage erfuhr, als er erwartet hatte, nachdem Kubizeks Memoirenwerk kurz vor der Veröffentlichung seines Buches auf den Markt gekommen war.

## Werke
- Hitlers Jugend. Phantasien, Lügen und die Wahrheit. Europa-Verlag, Wien 1956.